# Albrechtice nad Vltavou
Albrechtice nad Vltavou (deutsch Albrechtitz) ist eine Gemeinde in Tschechien. Sie liegt in dem Gebiet der Písecké Hory (Píseker Berge) am Fluss Moldau im Bezirk Písek.

## Geographie
Albrechtice befindet sich 2,2 Kilometer von Písek entfernt, bis Budweis sind es 24 Kilometer. Albrechtice grenzt an Kluky u Písku, Olešná nad Vltavou, Paseky, Slabčice und Temešvár im Okres Písek sowie an Chrášťany u Týna nad Vltavou, Dražíč, Hosty und Všemyslice im Okres České Budějovice. Durch Albrechtice verlaufen mehrere Landstraßen, die den Ort an die umliegenden Gemeinden anbinden. 
In Albrechtice fließt die Moldau mitsamt ihren Zuflüssen Chřešťovický potok, Jehnědenský potok (welcher selber wiederum einen Zufluss hat; Okrouhlický potok), Albrechtický potok und Karlovka. Auch mehrere Seen erstrecken sich im Gemeindegebiet.

## Geschichte
1352 wurde Albrechtice erstmals urkundlich erwähnt. Das ursprüngliche Städtchen aus dem 12. Jahrhundert wurde im Dreißigjährigen Krieg zerstört und entwickelte sich wieder zu einem größeren Dorf. Seit 1384 lässt sich die Existenz eines Pfarrers nachweisen. Mit der Errichtung der Pfarre Nezdaschow wurde 1752 die Albrechticer Kirche zur Filialkirche herabgestuft und dieser unterstellt. 1786 wurde in Albrechtice eine Lokalkirche eingerichtet.
Im Jahre 1840 bestand Albrechtitz aus 81 Häusern mit 61 Einwohnern. Im Ort bestanden unter herrschaftlichem Patronat eine Lokalkirche, Lokalistenwohnung und Schule; außerdem gab es ein Hegerhaus und ein Wirtshaus sowie unterhalb des Dorfes eine Mühle. Eingepfarrt waren Hladna (Hladná), Audraž (Údraž) und die Einschicht Reyzykow (Rejsíkov). Bis zur Mitte des 19. Jahrhunderts blieb Albrechtitz immer zum Gut Nezdaschow untertänig.

## Ortsteile
- Albrechtice nad Vltavou
- Hladná
- Chřešťovice
- Jehnědno
- Údraž
- Újezd

## Bevölkerungsentwicklung
| Jahr      | 1869 | 1880 | 1890 | 1900 | 1910 | 1921 | 1930 | 1950 | 1961 | 1970 | 1980 | 1991 | 2001 | 2011 | 2021 |
| --------- | ---- | ---- | ---- | ---- | ---- | ---- | ---- | ---- | ---- | ---- | ---- | ---- | ---- | ---- | ---- |
| Einwohner | 2601 | 2545 | 2378 | 2424 | 2445 | 2342 | 2098 | 1711 | 1528 | 1333 | 1079 | 897  | 807  | 831  | 930  |

## Sehenswürdigkeiten
- Romanische Kirche des Hl. Peter und Paul (1190). Das heutige Aussehen verdankt sie den barocken Umbauten im 18. Jahrhundert. Erhalten blieben ursprüngliche romanische Gemälde. In der Kirche befindet sich das Grab des Ritters Johann Bohuslaw Audřitzky von Kestřan auf Audraž († 1610)
- 108 Kapellen am Friedhof mit Gemälden einheimischer Künstler und Gedichten von Volkskünstlern aus dem 19. Jahrhundert.

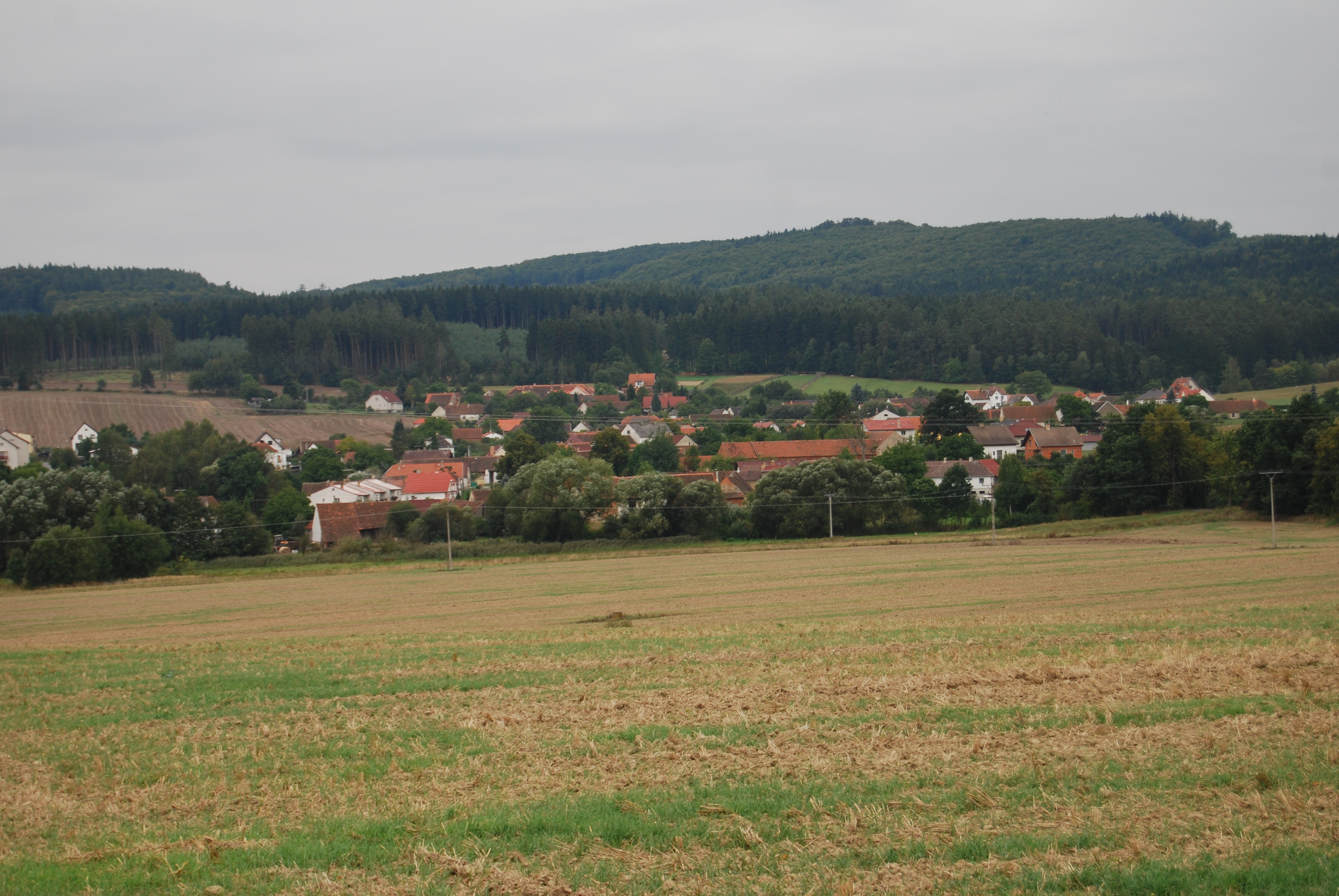
Albrechtitz
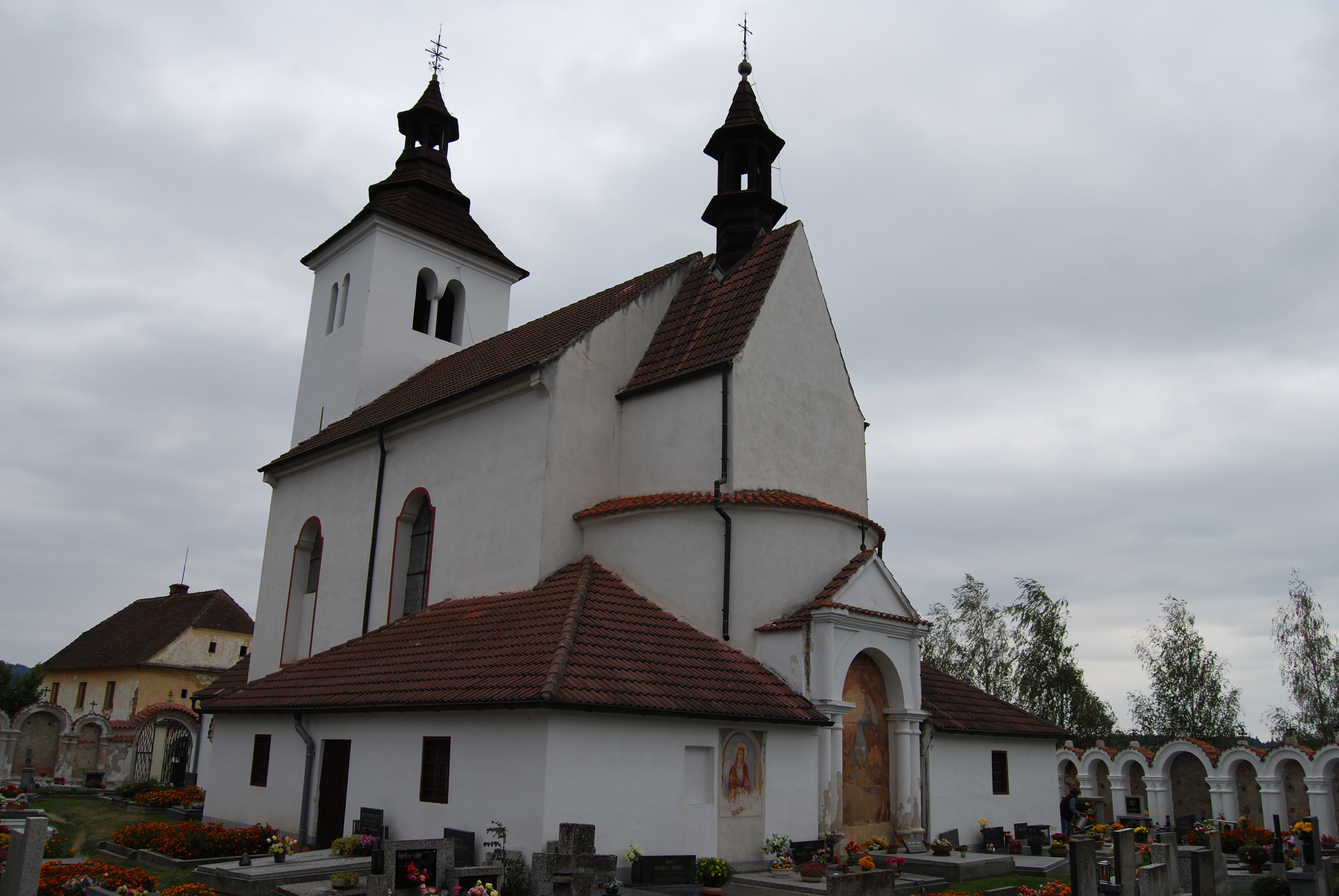
Peter- und Paulskirche Albrechtitz
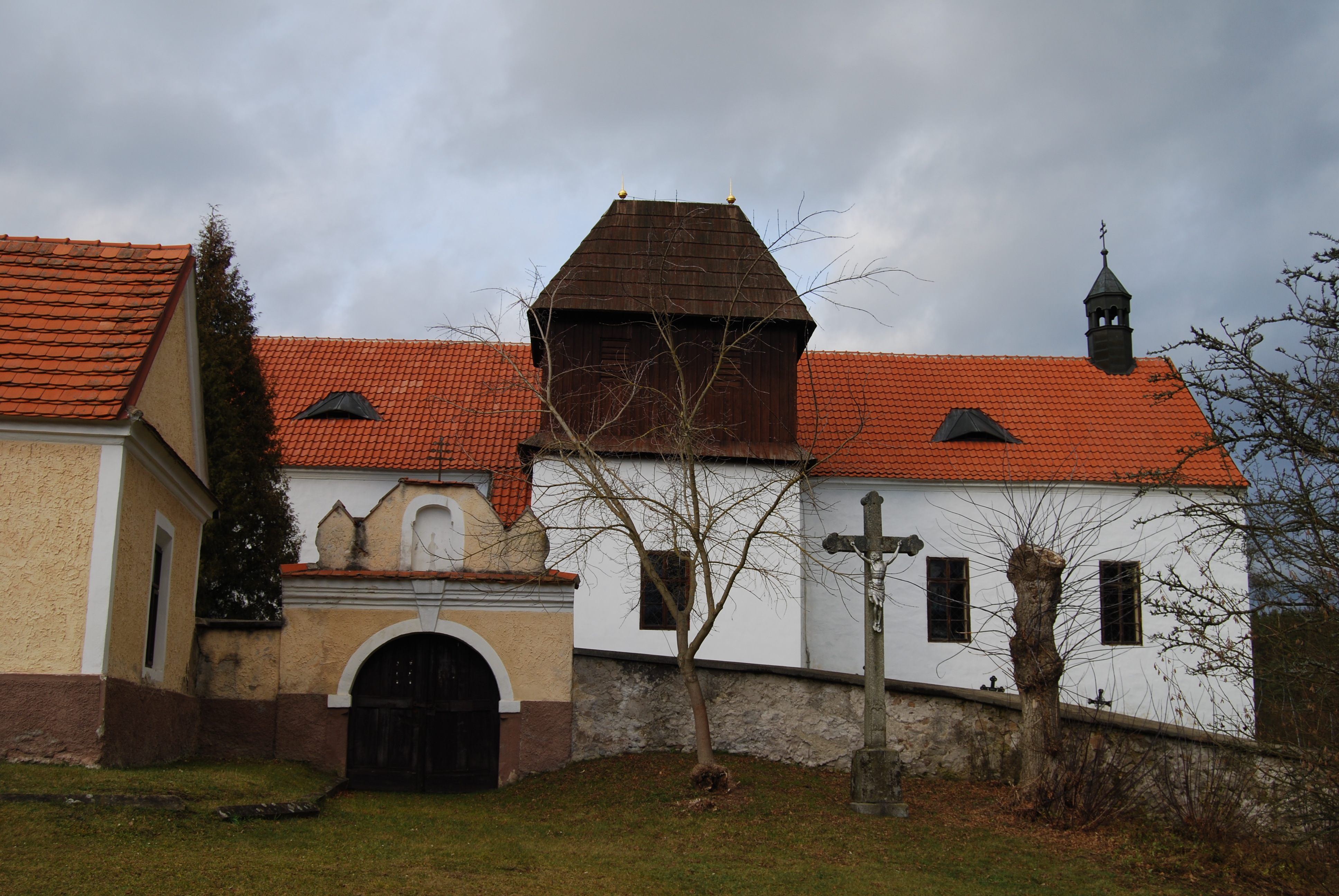
St. Johann Baptistkirche Chřešťovice
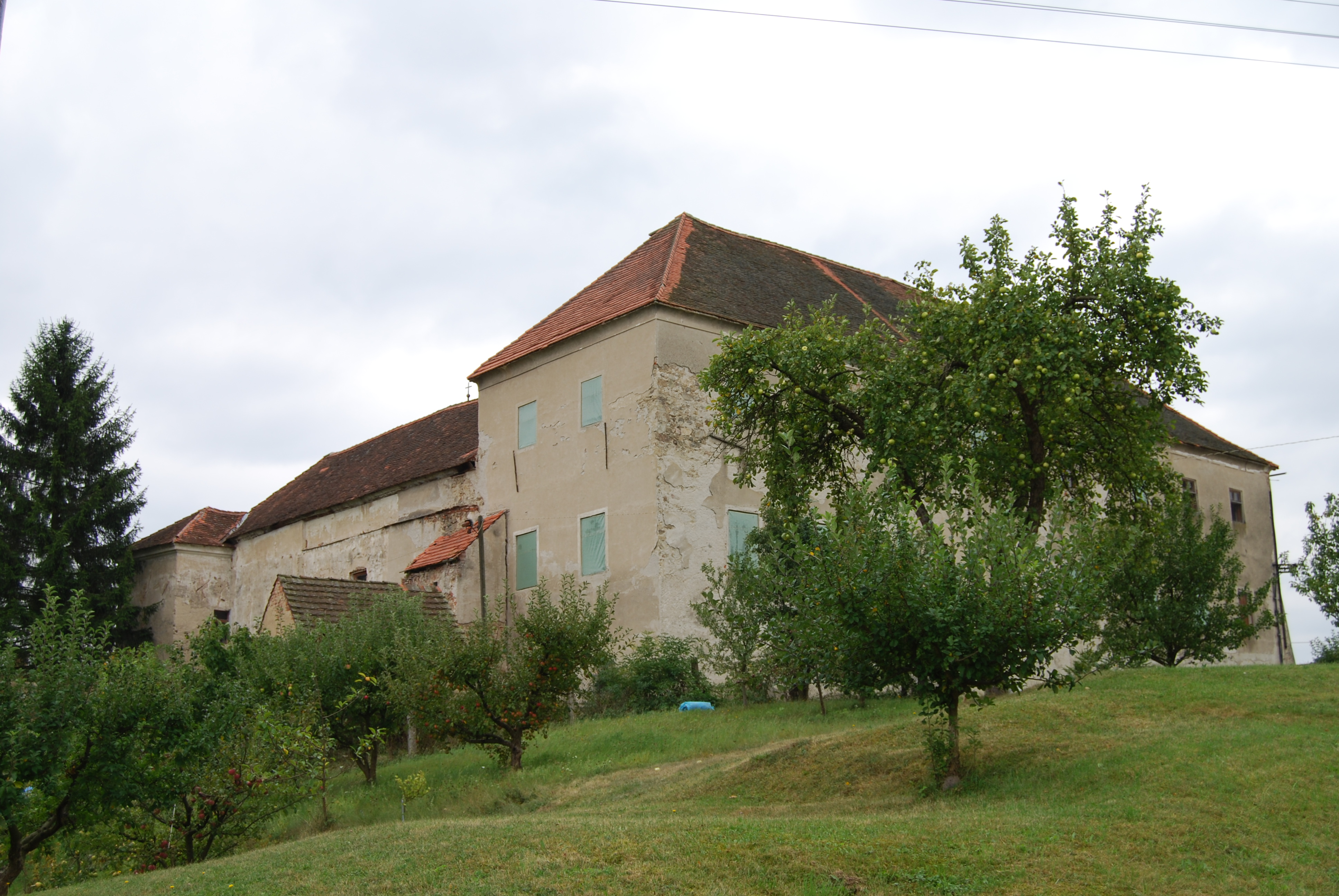
Schloss Chřešťovice